# Айден Інґліш
Айден Інґліш (англ. Aiden English, нар. Чикаго, Іллінойс, США) — професійний американський реслер. Нині виступає на підготовчому майданчику NXT.
На початку 2012 уклав угоду з WWE. Відразу після того взяв участь у Florida Championship Wrestling, де вперше використав своє нинішнє ім'я́.

## Реслінґ
- Фінішери
  - Director's Cut
  - That's a Wrap
- Улюблені прийоми
  - Leg drop
  - Swinging neckbreaker
- Прибрані імена
  - "Артист"
  - "Король Драми"
  - "The Man of Sophistication"
- Музичний супровід
  - "Пісня тореадора" від Жоржа Бізе
  - "Blast Out" від Quantum Tracks
  - "A Quicker Accomplishement" від Art Test Music
  - "Voix de Ville" від CFO$

## Здобутки та нагороди
- Pro Wrestling Illustrated
  - PWI ставить його #207 з топ 500 реслерів у 2014